# Somas Napolitanas
As Somas Napolitanas (polonês: Sumy neapolitańskie) referem-se a um empréstimo feito em 1557 por Bona Sforza, rainha viúva da Polônia e grã-duquesa da Lituânia, a Filipe II da Espanha. A dívida nunca foi reembolsada e continuou a ser disputada entre a Comunidade Polaco-Lituana e o Reino de Espanha até à Terceira Partição em 1795. A frase sumy neapolitańskie tornou-se sinónimo na língua polaca de promessas vazias de reembolso de dívidas.

## Empréstimo e último testamento

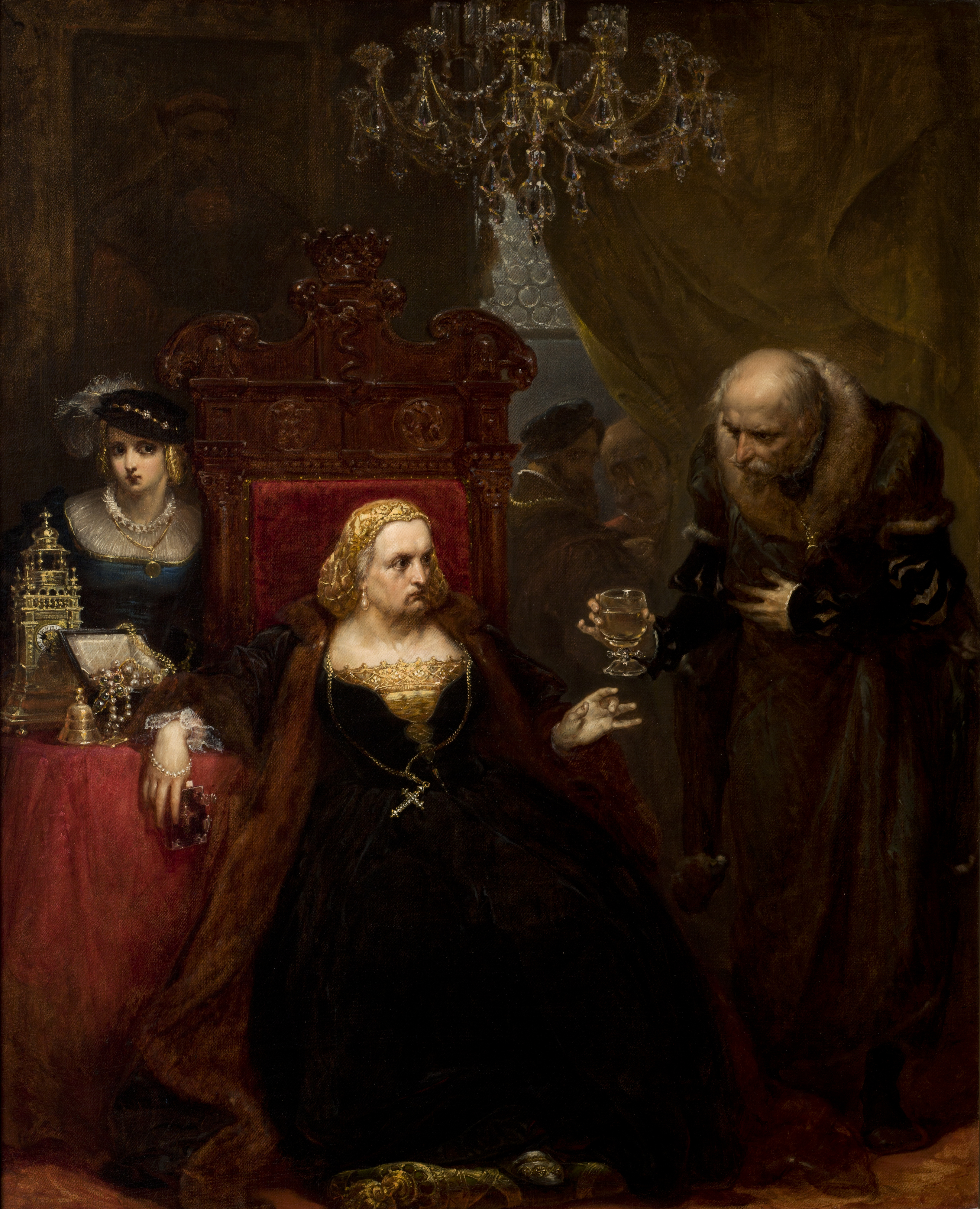
Envenenamento da Rainha Bona por Jan Matejko. Pappacoda entrega a Bona um copo do que deveria ser maná de São Nicolau, mas na verdade é veneno.

Em fevereiro de 1556, Bona Sforza partiu da Polônia para sua Itália natal com tesouros que acumulou em seus 38 anos na Polônia-Lituânia. Em maio, chegou a Bari que herdou de sua mãe Isabel de Nápoles. Lá ela foi visitada por enviados de Filipe II da Espanha que tentaram convencê-la a desistir do Ducado de Bari e Rossano em favor da Espanha dos Habsburgos. Ela recusou, mas Fernando Álvarez de Toledo, 3º duque de Alba, que na época era vice-rei de Nápoles, temia um ataque francês e estava arrecadando dinheiro para as tropas (ver Guerra italiana de 1551–1559). Bona, talvez com ambições de se tornar vice-rei de Nápoles, concordou em emprestar-lhe uma enorme soma de 430.000 ducados com juros anuais de 10%. O empréstimo foi garantido por direitos aduaneiros cobrados em Foggia. Os acordos foram assinados em 23 de setembro e 5 de dezembro de 1556.
Em 1557, Bona preparou-se para uma viagem rumo a Veneza e de lá, talvez, de volta à Polónia. Os Habsburgos estavam determinados a obter Bari e Rossano. Em 8 de novembro de 1557, Bona adoeceu com dores de estômago. Em 17 de novembro, quando ela estava perdendo a consciência, seu cortesão de confiança, Gian Lorenzo Pappacoda, trouxe o notário Marco Vincenzo de Baldis, que escreveu seu último testamento. Esse testamento deixou Bari, Rossano, Ostuni e Grottaglie para Filipe II da Espanha e grandes somas para Pappacoda e sua família. Suas filhas receberiam um pagamento único de 50.000 ducados, exceto Isabella Jagelão, que receberia 10.000 ducados anualmente. Seu único filho, o rei Sigismundo II Augusto da Polônia, foi nomeado o principal beneficiário, mas no final herdaria apenas dinheiro, joias e outros bens pessoais. No dia seguinte, Bona sentiu-se melhor e ditou um novo testamento a Cipião Catapani, deixando Bari e outras propriedades para Sigismundo Augusto. Ela morreu na madrugada de 19 de novembro de 1557. Vários de seus servos (cozinheiro, pajem, mordomo, escriba) também morreram.

## Disputa
Pappacoda apresentou o testamento que apoiou Filipe II. Sigismundo Augusto contestou este testamento e afirmou que Pappacoda envenenou Bona e falsificou seu último testamento. Os Habsburgos alegaram que foi Sigismundo Augusto quem forjou o segundo testamento. Sigismundo Augusto enviou Wojciech Kryski para Madrid, Jan Wysocki para Roma e Marcin Kromer para a corte de Fernando I, Sacro Imperador Romano, que também era tio de Filipe e sogro de Sigismundo. Em conexão com a disputa, Sigismundo Augusto estabeleceu o primeiro serviço de correio que conectou Cracóvia a Veneza em outubro de 1558. O primeiro agente postal real foi o banqueiro italiano Prospero Provana.
Os enviados polacos enfrentaram uma batalha difícil: Fernando I não quis intervir, alegando ser apenas um intermediário e não um juiz, e o caso foi transferido para um tribunal em Nápoles. Após a Paz de Cateau-Cambrésis, a Espanha era a potência dominante na Itália. Os advogados de Filipe não se concentraram na questão da autenticidade do testamento e, em vez disso, alegaram que, para começar, Isabel de Nápoles não tinha direitos sobre Bari e Rossano. Alternativamente, eles alegaram que Bona recebeu Bari apenas durante sua vida de Carlos V, Sacro Imperador Romano. Os enviados polacos não conheciam as sutilezas das leis italianas e espanholas. O seu trabalho de interrogatório de testemunhas e coleta de provas foi obstruído pelas autoridades locais.
A disputa também complicou as relações entre a Polônia e a Suécia, uma vez que 50.000 ducados do dote de Catarina Jagelão dependiam da resolução bem sucedida da disputa territorial por Sigismundo Augusto. Somente em julho de 1559, os poloneses conseguiram recuperar apenas uma pequena quantia em dinheiro, pertences pessoais e juros do empréstimo. O Ducado de Bari foi incorporado à Coroa Espanhola, apesar dos pedidos de Rui Gomes da Silva, príncipe de Éboli, e do Cardeal Antonio Carafa para que lhes concedessem Bari. Por seus serviços, Pappacoda foi premiado por Filipe: recebeu uma pensão e foi feito margrave de Capurso e castelão de Bari. No entanto, a questão continuou a ser contestada. O Cardeal Stanislaus Hosius considerou levar o caso ao Concílio de Trento. O bispo Adam Konarski conseguiu recuperar algumas joias de Bona e mais dinheiro. Uma oportunidade para recuperar Bari e Rossano apresentou-se quando o Papa Pio V quis incluir a Comunidade Polaco-Lituana na Liga Santa em 1571. No entanto, foi perdida devido à morte de Sigismundo Augusto em julho de 1572.

## Reembolsos
Mesmo quando eram pagos, o acerto dos juros atrasava (a Espanha deixou de pagar os seus empréstimos várias vezes). Em 1564, a Espanha pagou 300.000 ducados representando juros de mora. A soma foi paga em táleres e meios táleres de prata cunhados em Nápoles e na Sicília. Na época, a Polônia-Lituânia estava envolvida na Guerra da Livônia e na Guerra Nórdica dos Sete Anos, estando com pouco dinheiro. Para economizar tempo e dinheiro, as moedas recebidas não foram derretidas e cunhadas novamente. Em vez disso, eles foram carimbadas com um monograma de Sigismundo Augusto e com o ano de 1564 na Casa da Moeda de Vilnius. As moedas foram obrigatoriamente trocadas por 60 groszes polacos quando na realidade as moedas valiam apenas cerca de 33,5 groszes. O rei prometeu resgatar as moedas no final da guerra à mesma taxa de 60 groszes (assim, na verdade, fornecendo um empréstimo ao estado durante a guerra). Não se sabe se a promessa foi cumprida. Essas moedas carimbadas são uma raridade numismática na Polônia e na Lituânia.
Após a morte de Sigismundo Augusto em 1572, os juros deveriam ser divididos entre suas irmãs Ana Jagelão e Catarina Jagelão. No entanto, Ana não encaminhou o dinheiro para Catarina na Suécia e o conflito delas tornou-se conhecido. A questão da recuperação das somas napolitanas foi discutida repetidamente no Sejm. A questão foi frequentemente combinada com a questão da reabertura das minas de prata e chumbo em Olkusz que foram inundadas durante o Dilúvio Sueco. Essas duas questões foram frequentemente levantadas quando a tributação foi discutida como uma solução para questões fiscais da Comunidade Polaco-Lituana. Tornou-se um provérbio que a Polónia foi roubada duas vezes: uma vez pelo rio Baba que inundou Olkusz e uma segunda vez pela Rainha Bona.
Em 2012, Marek Poznański, arqueólogo polaco e membro do Sejm, assumiu que cada ducado tinha 3,5 gramas de ouro 986 e calculou que aos preços do ouro de 2012, sem juros, o empréstimo valia 235 milhões de zloty ou 57 milhões de euros. O Ministério dos Negócios Estrangeiros respondeu que não se tratava de um empréstimo do governo polonês, mas de Bona como indivíduo. Portanto, se o prazo de prescrição não tivesse expirado, a reivindicação deveria ser feita pelos descendentes de Bona, dos quais não há nenhum vivo.